# OM Cerbiatto
L'OM Cerbiatto è un autocarro di piccole dimensioni prodotto dalla OM dal 1963 al 1968.

## Storia
Nel 1963 la OM lanciò il Cerbiatto 20 (portata espressa in quintali ma che non compare sulla calandra del veicolo), continuando ad ampliare la sua gamma di autocarri. Era un fratello minore dell'OM Lupetto da 25 quintali di portata e ne condivideva cabina e propulsore. Non ne era solitamente prevista l'utilizzazione come complesso di veicoli data la sua destinazione d'uso, principalmente come mezzo di distribuzione urbana, infatti nella sua pubblicità ne veniva sottolineata l'indole cittadina. Alcuni telai Cerbiatto furono carrozzati come scuolabus dalla Carrozzeria Borsani di Cornaredo, in provincia di Milano.
Nella serie dei modelli richiamanti la zoologia e aventi massa a pieno carico tra le 3 e le 8 tonn), con un p.t.t. di 4 tonn e una portata di 2 tonn, si inseriva prima dell'OM Lupetto 25 e, dal 1967, dopo l'OM Orsetto da 15 quintali di portata.